# Frederick Englehardt

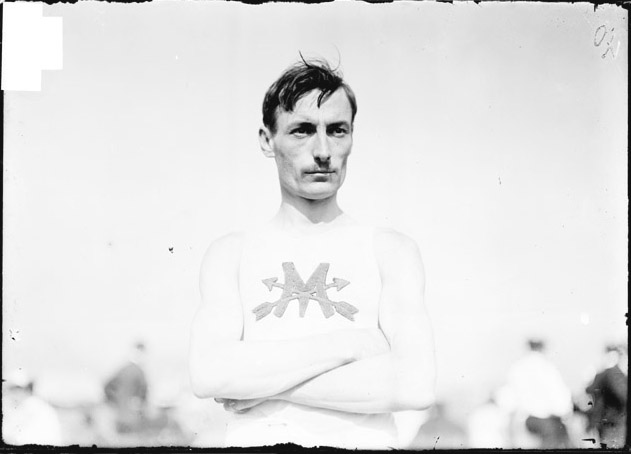
Fred Engelhardt

Fred Englehardt (Frederick William Englehardt, también escrito Engelhardt, 14 de mayo de 1879 - 25 de julio de 1942) fue un atleta estadounidense que compitió principalmente en el salto de longitud y triple salto.
Él compitió en los Estados Unidos, en los Juegos Olímpicos de San Luis 1904, en el triple salto, donde ganó la medalla de plata. También fue cuarto en salto de longitud.